# Antyklerykalizm

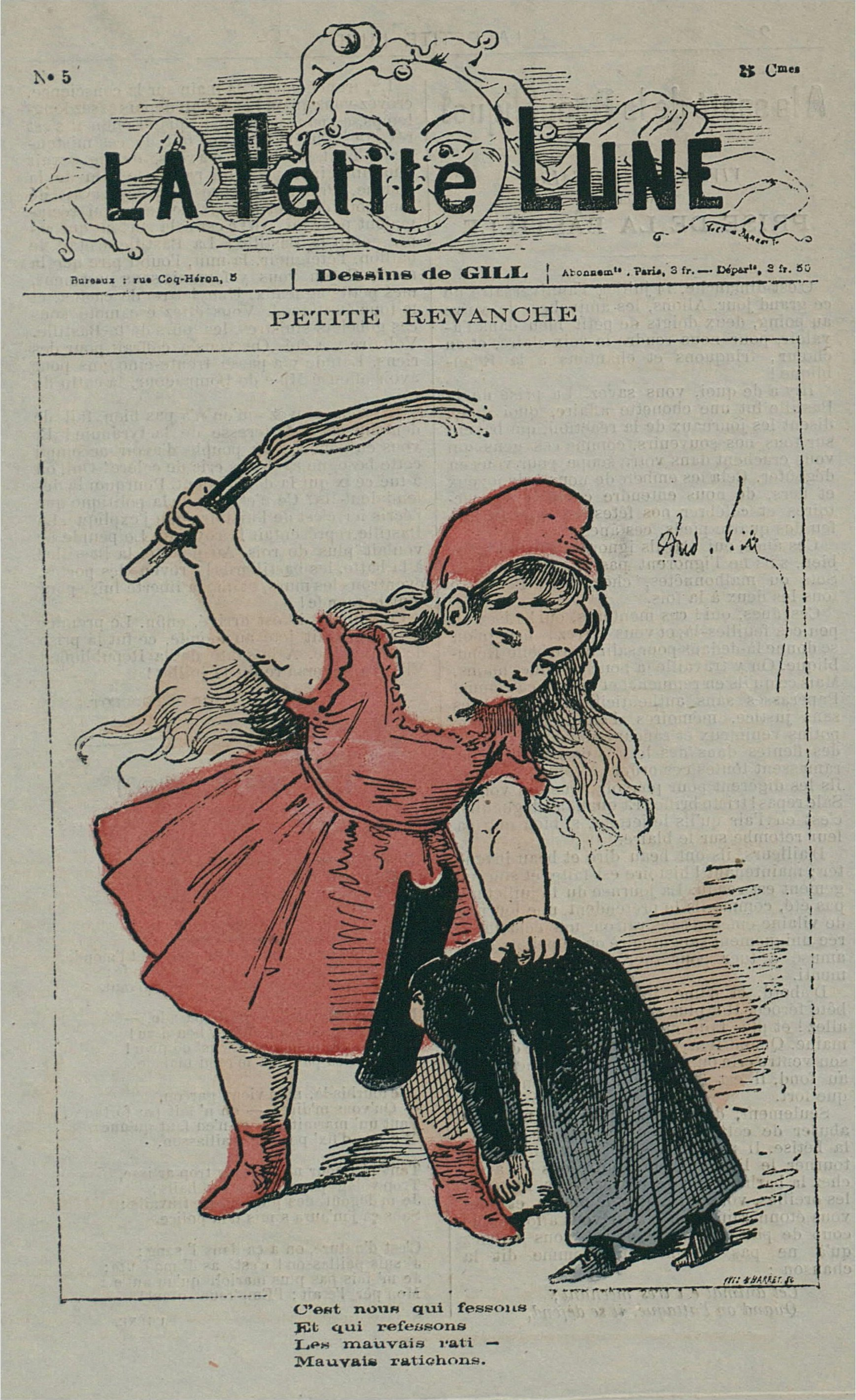
Marianne – symbol wolności chłoszcząca przedstawiciela kleru

Antyklerykalizm (od „anty” i gr. klerikos, „mający władzę religijną”) – ideologia społeczno-polityczna i postawa życiowa wyrażająca się w niechętnym lub wrogim stosunku do udziału kleru w życiu społecznym i politycznym. Antyklerykalizm często mylnie utożsamiany jest z ateizmem.
Podstawą antyklerykalizmu jest sprzeciw wobec niektórych przejawów działalności duchowieństwa, a szerzej – instytucji wyznaniowych religijnych (w odróżnieniu od wierzeń i idei świeckich). Niezgoda na wpływ tych instytucji na pozareligijne życie społeczeństwa, napominanie lub ingerencję w sprawach dotyczących prawa.
Antyklerykalizm może występować z różnym nasileniem, w zależności od tego, na ile jest reprezentatywny dla społeczeństwa, i nawiązywać do różnych źródeł ideowych. Odnosi się do dowolnej instytucji religijnej, choć najczęściej pod tym terminem rozumiana jest krytyka klerykalizmu chrześcijańskiego.

## Antyklerykalizm a inne pojęcia

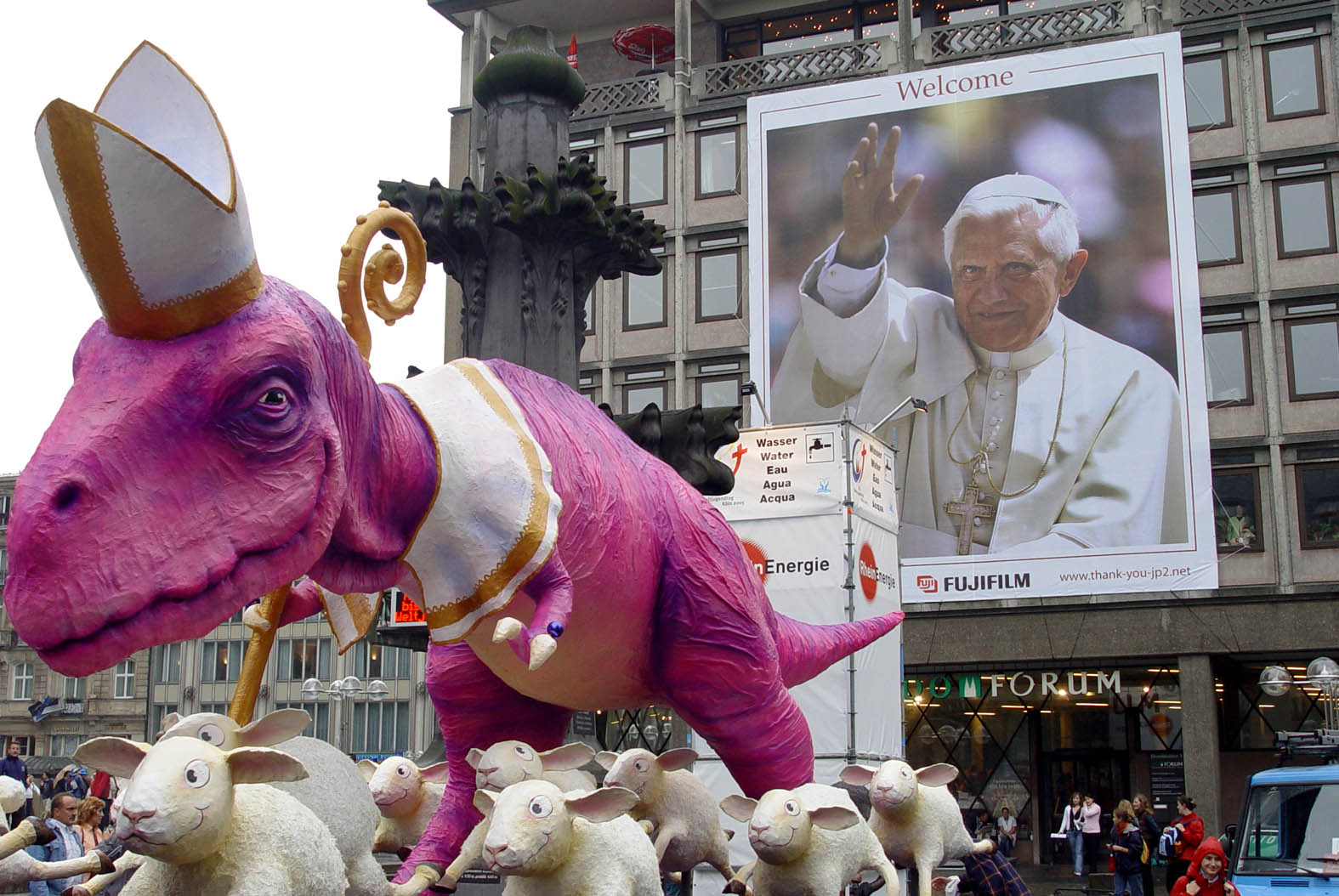
Antyklerykalna demonstracja w czasie wizyty papieża w 2005 roku w Niemczech

Antyklerykalizm nie jest postawą niechętną wobec wiary czy religii jako takiej. Może istnieć w połączeniu z ateizmem, ale również ze specyficzną formą religijności – oznacza on jedynie stosunek do działalności obdarzonych autorytetem hierarchów danej religii. Jest postawą krytyczną wobec działalności hierarchów danego związku wyznaniowego, najczęściej dominującego w danym państwie. Pojęciem używanym przez antyklerykałów jest deklerykalizacja – ogół działań zmierzających do ograniczenia instytucjonalnego wpływu duchowieństwa na życie społeczne, polityczne i kulturalne.
Antyklerykalizm nie jest równoważny laicyzmowi i laickości.

## Sfery krytyki

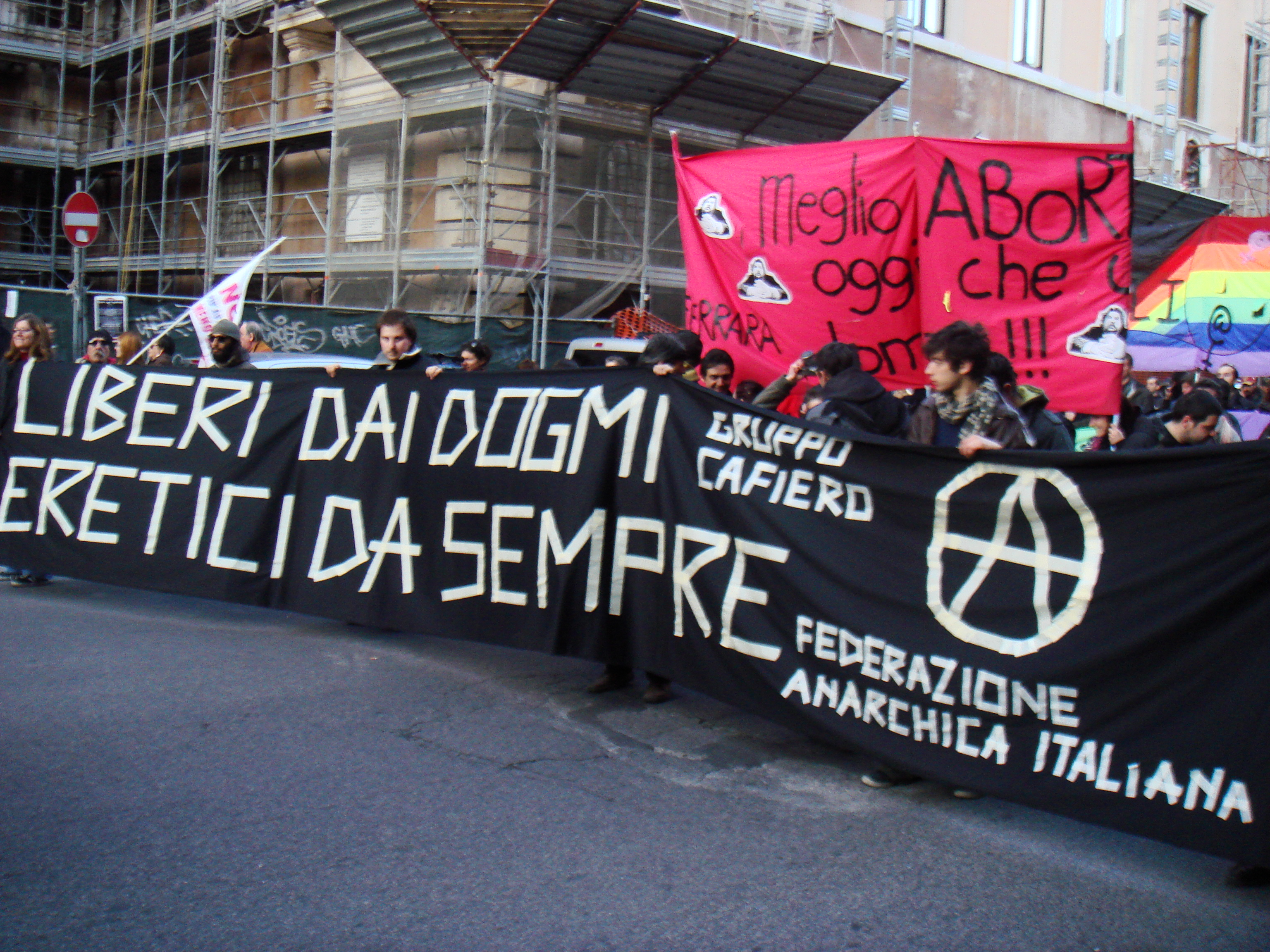
Antyklerykalna manifestacja w 2008 roku we Włoszech

Sprzeciw dotyczy, subiektywnie interpretowanych jako negatywne, wpływów hierarchów religijnych na zbyt luźno związane z religią i teologią dziedziny życia, takie jak polityka, kultura, edukacja i jest związany przede wszystkim z filozoficznymi i moralnymi podstawami determinującymi określone działania w tych dziedzinach. Jedynie sfery działalności socjalnej i humanitarnej wyjątkowo rzadko podlegają antyklerykalnej krytyce.
Antyklerykalizm krytykuje m.in.:
- łączenie religii z polityką (np. rozpoczynanie oficjalnych uroczystości państwowych od nabożeństwa lub modlitwy, święcenie przez osoby duchowne gmachów urzędów i innych państwowych obiektów);
- obecność religii w państwowych instytucjach (np. prowadzenie przez duchowych działalności religijnej w ramach państwowych instytucji, takich jak: szkoły publiczne [państwowe i prywatne], siły zbrojne itd.);
- nierówne (łagodniejsze) traktowanie instytucji wyznaniowych przez system prawny państwa (np. zwolnienia podatkowe, możliwość dostępu do mediów publicznych, prawo do umieszczania symboli religijnych w szkolnych salach lekcyjnych i środkach komunikacji publicznej).

## Historia

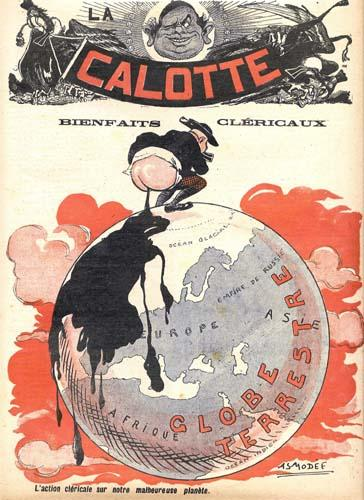
Francuska ilustracja antyklerykalna (1908)

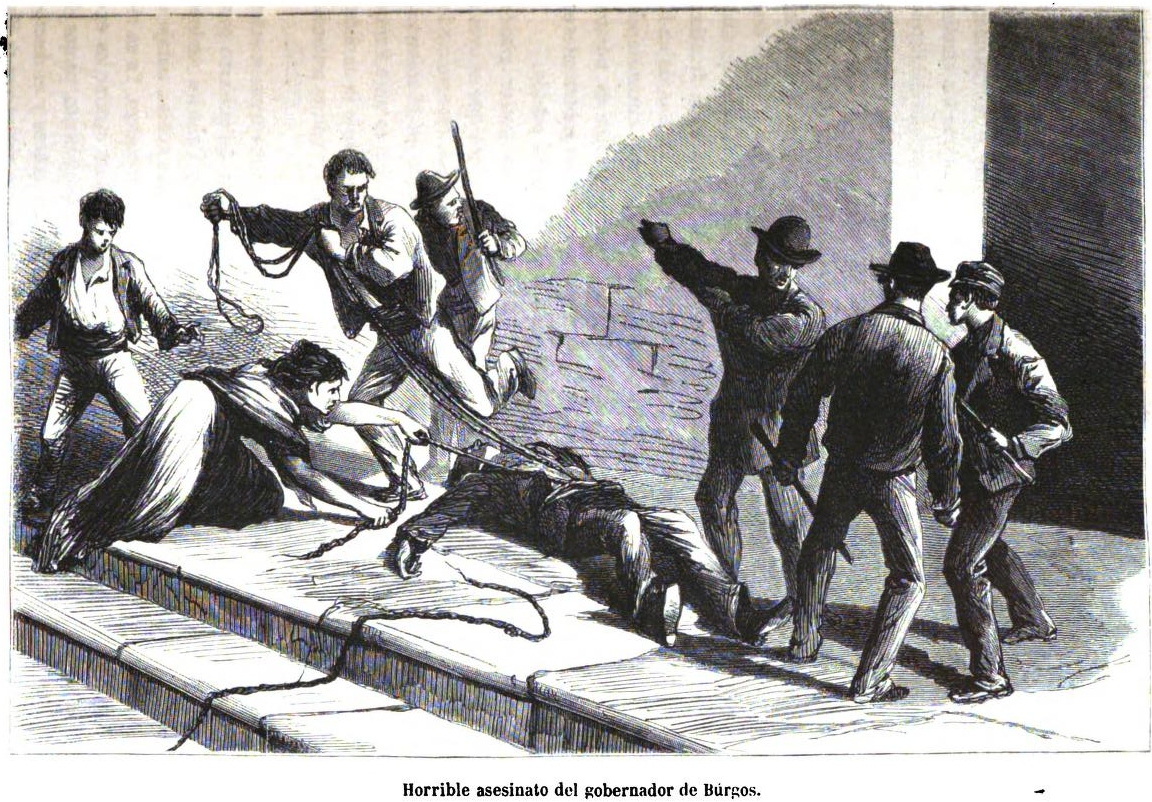
Morderstwo Isidoro Gutiérreza de Castro zapoczątkowało falę antyklerykalnych wystąpień w Hiszpanii

Tendencje antyklerykalne pojawiają się we wszystkich religiach posiadających stan kapłański, jako reakcja na dążenie do podporządkowania duchowieństwu życia społecznego, polityki i kultury. W średniowieczu w Europie antyklerykalizm przejawiał się w walce o obalenie supremacji władzy duchownej nad świecką, związany też był ze wszystkimi ruchami antyfeudalnymi.

### Średniowiecze
W średniowieczu rozwinął się też na dużą skalę antyklerykalizm, tzw. wewnętrzny – propagowany przez ludzi Kościoła (reformatorów religijnych, ruchy religijne, także duchownych), jak: arnoldyści, wiklefici, Lollardzi, husyci i spirytuałowie (obserwancki nurt w obrębie franciszkanów domagający się większej surowości ideału ubóstwa) i inne. Ich antyklerykalizm dotyczył: nadużyć kleru, celibatu księży i likwidacji majątków kościelnych. Waldensi natomiast odrzucali autorytet papieża, krytykowali zbytek wyższego kleru i żądali reform w Kościele. Natomiast Arnold z Brescii, John Wycliffe i Jan Hus podważali obowiązek płacenia dziesięciny na rzecz kleru.

### Francja

#### XVIII wiek
Wrogość wobec kleru katolickiego we Francji w XVIII wieku wynikała m.in. z faktu, że kler wymagał od chłopów dziesięciny, czyli przymusowej opłaty, wynoszącej od 7–12% zbiorów. Ponadto kler posiadał 6–10% ziemi rolnej. W odróżnieniu od wszystkich innych grup społecznych kler katolicki nie płacił podatków. Zamiast tego płacił arbitralnie ustaloną sumę do skarbca królewskiego, każdego roku suma ta była negocjowana z królem i na ogół wynosiła bardzo niewielki procent dochodów hierarchii kościelnej. Z tych względów w okresach kryzysowych (np. po słabych zbiorach), gdy sytuacja ekonomiczna chłopów ulegała pogorszeniu, dochodziło do wybuchów wrogości wobec kleru, który obwiniano o kryzys i biedę.
Historia antyklerykalizmu we Francji związana jest z filozofią oświecenia, reformacją i wiąże się z racjonalizmem oraz rozdziałem religii od nauki. Myśliciele oświeceniowi krytycznie oceniali ogromną władzę hierarchii kościelnej. Hierarchia kontrolowała instytucje edukacyjne, pomoc dla ubogich i szpitale. Wyznania inne niż katolickie nie były tolerowane, protestanci nie mogli praktykować swojej religii i nie mieli praw obywatelskich, w 1762 roku dokonano egzekucji na pastorze protestanckim, dopiero w 1775 roku uwolniono grupę protestantów skazanych na pracę niewolniczą na galerach. Myśliciele Oświeceniowi krytycznie oceniali również cenzurę stosowaną przez kler katolicki. Kościół miał bowiem w XVIII wieku władzę cenzury, której próbowano używać w celu zablokowania publikacji prac naukowych takich jak Encyklopedia Francuska (nie wszyscy przedstawiciele kleru byli jednak wrogo nastawieni do Oświecenia, niektórzy księża popierali ideały oświeceniowe).

#### Rewolucja Francuska
W pierwszych dwóch latach rewolucji francuskiej niektórzy księża uczestniczą w rewolucji, m.in. biorą udział w zdobywaniu Bastylii. Z czasem relacje między kościołem a rewolucjonistami ulegają pogorszeniu. Jeden z postulatów antyklerykalnie nastawionych rewolucjonistów dotyczył likwidacji zakonów kontemplacyjnych, które uznawano za społecznie nieprzydatne. W listopadzie 1789 roku postanowiono skonfiskować mienie kościelne, zlikwidowano także dziesięciny, które Kościół pobierał od chłopów.
Rewolucjoniści uznawali, że Kościół powinien być podporządkowany państwu. Ustawa cywilna duchowieństwa z lipca 1790 roku wprowadziła wybieralność księży przez zgromadzenia wyborcze w departamentach, następnie wprowadzono ustawę, która uznawała księży za urzędników państwowych, którzy mieli składać przysięgę lojalności wobec państwa. Uchwały te nie zostały jednak uznane przez papieża Piusa VI, księża nie złożyli przysięgi, co spowodowało nasilenie postaw antyklerykalnych.
W okresie rządów Jakobinów jesienią 1793 i wiosną 1794 roku prowadzono intensywną kampanię antyklerykalną. Religia została utożsamiona z fanatyzmem i oficjalnie potępiona. Księży zmuszano do rezygnacji ze swoich funkcji, niszczono obrazy religijne i zamykano kościoły. Przejawem walki z Kościołem było również stworzenie nowego oficjalnego kalendarza rewolucyjnego, który zlikwidował niedziele. W miejsce kościoła i religii katolickiej powołano religię państwową w postaci kultu Rozumu i Istoty Najwyższej.

#### XIX i XX wiek
W czasie restauracji Kościół stopniowo wzmacniał swą pozycję sprzed rewolucji, potępiał marginalizowanie swej roli, a papież Pius IX w 1864 r. opublikował dokument Syllabus Errorum w którym skrytykował między innymi idee wolności religijnej oraz zasadę rozdziału Kościoła od państwa, co spowodowało gwałtowny wzrost antyklerykalizmu wśród masonerii i wolnomyślicieli we Francji, Belgii, Hiszpanii i Włoszech, którego nie powstrzymała powstała w 1876 r. organizacja Akcja Katolicka zwana Opera dei Congressi, powołana w celu zwalczania prądów liberalnych i antyklerykalnych.
Następne rządy republikańskie we Francji przyczyniły się do odsunięcia Kościoła od wpływu na sprawy państwa, ostateczny rozdział nastąpił w wyniku zerwania stosunków dyplomatycznych Francji z Watykanem. Ustawa z 9 grudnia 1905 wprowadziła rozdział Kościoła i państwa oraz państwowe szkolnictwo laickie, a wzmocnienie regulacji i kontroli państwowej nad szkolnictwem katolickim.

### Hiszpania
Po zamordowaniu przez kilku księży gubernatora Isidoro Gutierrez de Castro w 1869 roku w katedrze w Burgos z powodu jego antyklerykalizmu, przez całą Hiszpanię przetoczyła się fala antyklerykalnych demonstracji. W wielu miastach doszło do zamieszek podczas których wznoszono okrzyki, śmierć nuncjuszowi papieskiemu. Tłum z drzwi konsulatu zdarł godło papieskie, które następnie zostało spalone. Jeden z kilku oskarżonych księży w czasie procesu otrzymał wyrok śmierci.

### ZSRR i blok wschodni
W Związku Radzieckim antyklerykalizm wyrażał się w działaniach państwa zmierzających do eliminacji wpływów religii i kleru nie tylko z życia publicznego, ale i prywatnego. W przeciągu pierwszych pięciu lat po rewolucji bolszewickiej dokonano egzekucji 28 biskupów i 1200 duchownych.
Państwa bloku wschodniego były oficjalnie antyklerykalne (zob. ateizm państwowy), znosiły święta religijne, laicyzowały szkolnictwo, budynki klasztorne, kościoły oraz inne świątynie przeznaczały na budowle użyteczności publicznej, np. klasztory w Nowym Wiśniczu i Świętym Krzyżu przeznaczono na więzienia z tym że wcześniej pomieszczenia klasztorne na Świętym Krzyżu przeznaczono na potrzeby tzw. księży zdrożnych organizując dla nich dom poprawczy a dopiero później władze rosyjskie, a od 1918 władze polskie przeznaczyły klasztor na więzienie.

### Inne
Od II połowy XIX wieku antyklerykalne nurty upowszechniały się także wśród niektórych warstw społecznych w pozostałych państwach katolickich (zwłaszcza w północnej i zachodniej Hiszpanii), a także w niektórych państwach latynoamerykańskich. W 1898 roku w Anglii powstał film Mnisi w reżyserii Williama Paula, będący pierwszym dziełem wyraźnie antyklerykalnym.  W I połowie XX wieku w niektórych z nich doprowadziły one na wzór francuski do laickich ustrojów i rozdziału Kościoła od państwa, jak np. w Portugalii (1910), Meksyku (1917), Urugwaju (1917) Niemczech (1919). Silny antyklerykalizm występował też w początkowym okresie życia Benito Mussoliniego, głównie w krytyce Kościoła i księży których nazywał czarnymi mikrobami, czyniącymi równie wiele szkód jak prątki gruźlicy (po objęciu władzy Mussolini zmienił jednak poglądy, wprowadził liczne przywileje dla kościoła, m.in. nakazał powiesić krzyże w salach szkolnych i szpitalnych, wprowadził surowe kary za obrazę duchownych).

## Antyklerykalizm w Polsce

### Przed XVIII wiekiem

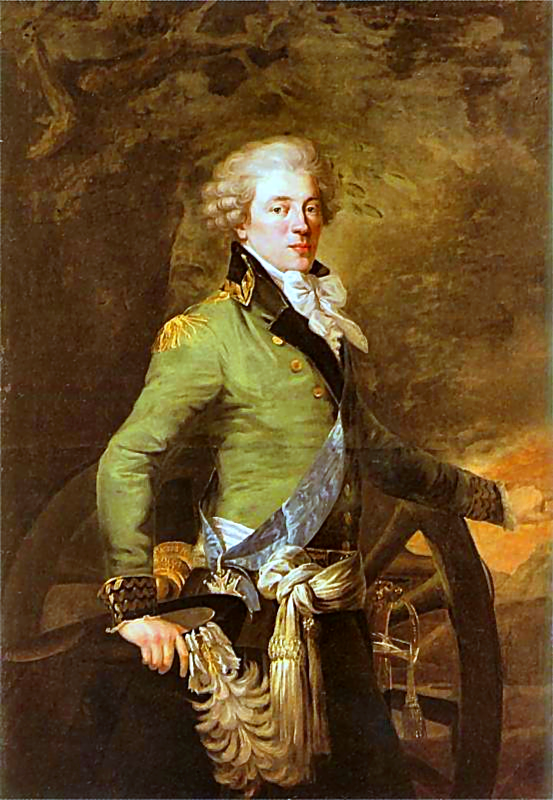
Stanisław Kostka Potocki, jeden z polskich antyklerykałów, autor Podróży do ciemnogrodu

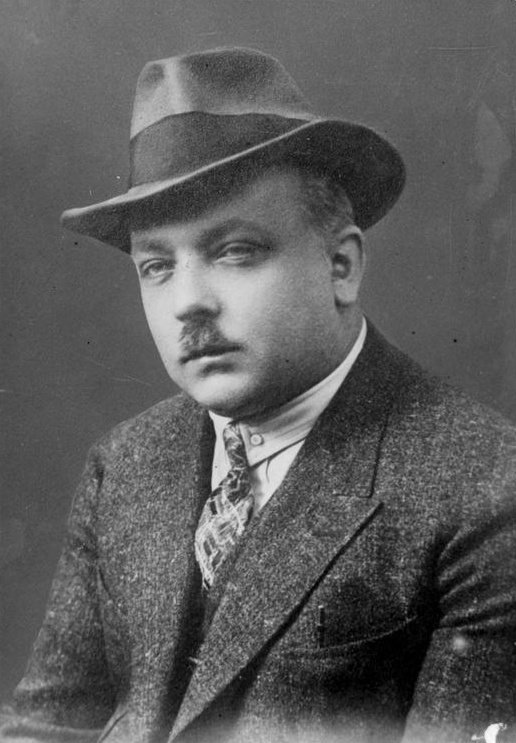
Poseł Kazimierz Czapiński, autor antyklerykalnej książki Dokąd kler prowadzi Polskę?

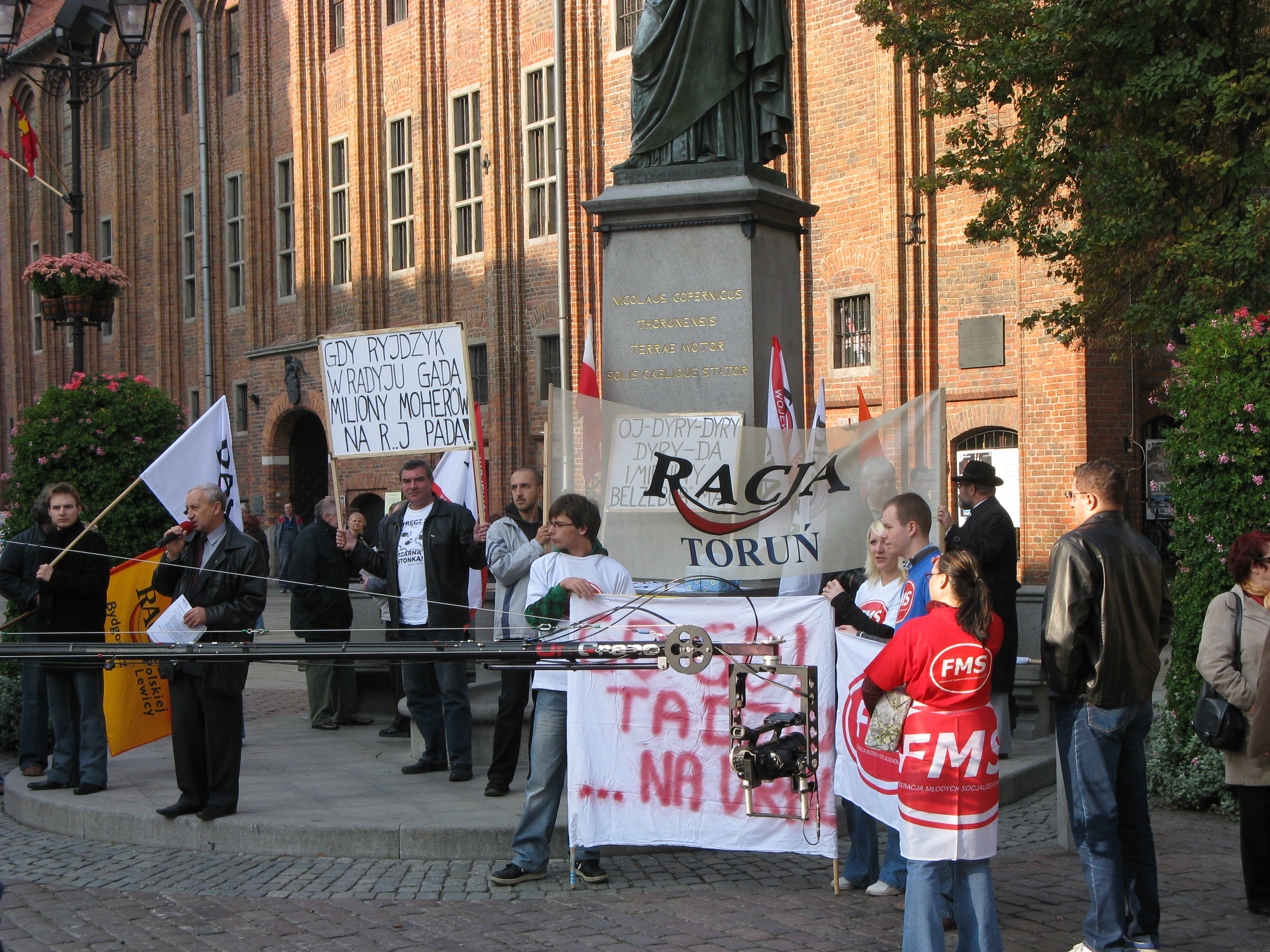
Manifestacja antyklerykalna w Toruniu w 2008 roku

Wbrew obiegowej opinii antyklerykalizm w Polsce nie narodził się pod koniec XVIII w., ani też nie dotyczył tylko środowiska chłopskiego. W sarmackich zarzutach antyklerykalnych na pierwszym miejscu plasują się: nieuctwo niektórych księży, ich zbyt wystawny tryb życia oraz pobieranie zbyt wysokich opłat za usługi religijne.
Marcin Krowicki swój antyklerykalizm w stosunku do mnichów wyrażał w słowach: nic nie robią, jedno próżnując w klasztorach siedzą i darmo chleb jedzą. O księżach miał podobną opinię: też w żadnym innym stanie na świecie nie masz więcej cudzołożników, gamratów, nieczystych i sodomczyków, jako jest w tym waszym kapłańskim stanie.
W Polsce odrodzeniowy antyklerykalizm przejawia się między innymi w dziełach Jana Ostroroga, Mikołaja Reja, Jana Kochanowskiego, i Andrzeja Frycza Modrzewskiego.

### Oświecenie
Antyklerykalizm związany jest również z historią Braci polskich i reformami szkolnymi z okresu Oświecenia. Eksarianin Wacław Potocki zawarł swój antyklerykalizm m.in. w wierszu poświęconym księdzu.
Antyklerykalizm mimo pełnej dominacji Kościoła Katolickiego w Polsce obecny był także w czasach saskich, był to jednak swoisty antyklerykalizm nie inspirowany ani wpływami reformacji, ani oświecenia. Tradycyjny szlachecki antyklerykalizm przejawia się także w czasie Sejmu Czteroletniego. Szlachta zebrana na sejmiku w Lublinie postulowała, aby sejm zakazał fundacji kolejnych klasztorów, bowiem klasztory jako niepłacące podatków stają się obciążeniem dla pozostałych mieszkańców.

### XIX wiek
Wzrost antyklerykalizmu wśród Polaków miał miejsce po wydaniu w 1832 encykliki Cum primum przez papieża Grzegorza XVI, przede wszystkim w kołach tzw. Wielkiej Emigracji.
W XIX wieku, na terenach Polski, istniał tzw. „chłopski antyklerykalizm” który powstał na bazie antagonizmu między zyskującą samodzielność warstwą chłopów oraz kleru, który mocno związany z ziemiaństwem, zdecydowanie sprzeciwiał się wszelkim przejawom działalności politycznej chłopów. Ruch ten najsilniejszy był w Galicji i utrzymał się przez cały okres międzywojenny.
Ostatnim przedstawicielem antyklerykalizmu galicyjskiego był Władysław Gomułka, reprezentujący według Żychiewicza antyklerykalizm inkwizycyjny, który atakował Kościół, cyt. bez względu na okoliczności, zawsze, wszędzie z furią, wrzaskiem i pianą na ustach.

### II RP
W okresie II Rzeczypospolitej antyklerykalizm widoczny był również w pewnych kręgach inteligenckich, literackich i artystycznych. Głównym jego przedstawicielem był Tadeusz Boy-Żeleński. Funkcjonował także w Polskim Związku Myśli Wolnej. W tym okresie funkcjonowało powiedzonko człowiek człowiekowi wilkiem, ksiądz księdzu wilczurem, zakonnik zakonnikowi wilczyskiem, posiadające pierwiastek antyklerykalny a będące rozwinięciem sentencji homo homini lupus.

### PRL
Po 1945 roku wobec całkowitego rozdziału Kościoła od państwa, nastroje antyklerykalne nie ujawniały się, choć antyklerykalizm był elementem oficjalnej polityki wyznaniowej prowadzonej przez partie rządzące, najpierw PPR, a później PZPR. W tę politykę wpisywało się też negowanie wszelkiego spirytualizmu jako szkodliwego dla mas pracujących. Ograniczanie wpływu przedstawicieli kleru na sferę kultury oraz promowanie twórców ukazujących ujemne aspekty religii i spraw wiary. W celu ograniczenia wpływów oraz dokonania rozłamu wśród kleru zorganizowano popierający władzę ludową Ruch Księży Patriotów, w który zaangażowało się w latach 1949–1955 około 10% księży. W związku z Wielką Nowenną związaną z milenium chrztu Polski, którą uznano za ofensywę wojującego klerykalizmu, w 1957 postanowiono wdrożyć program laicyzacji, mający ograniczyć rolę kleru wyłącznie do sfery praktyk religijnych. Postanowiono m.in. popierać propaństwowe organizacje katolickie, promować szkoły bez religii finansując Towarzystwo Szkoły Świeckiej oraz usunąć kapelanów z obsady więzień i szpitali a katechetów-zakonników (uznanych za fanatyków religijnych) od wpływu na wychowanie młodzieży. Zapowiedziano też usunięcie krzyży ze szkół, argumentując że państwowa szkoła nie może promować żadnych religii.
Lekcje religii planowano przenieść do grupy przedmiotów nadobowiązkowych i ograniczyć ich liczbę do jednej godziny w tygodniu. Ustalono, że parafie, przy których powstaną sale katechetyczne, w których nauczana będzie religia w wymiarze dwóch godzin tygodniowo, otrzymywać będą z budżetu państwa 1000 złotych miesięcznie. W 1959 wydano okólnik, na mocy którego użytkowane przez kler katolicki budynki poniemieckie miały przejść pod zarząd państwowy a dotychczasowi użytkownicy mieli zostać zobowiązani do płacenia czynszu. Z ulg i zwolnień podatkowych mógł korzystać jedynie kler popierający władzę ludową, tak więc z ulg finansowych korzystali przede wszystkim tzw. księża patrioci.
Adam Stanowski w Encyklopedii katolickiej napisał nawet o całkowitym zaniku antyklerykalizmu na wsi. Po upadku komunizmu antyklerykalizm jednak odżył na nowo, nierzadko oddolnie, zwłaszcza w parafiach wiejskich.

### III RP
Nastroje antyklerykalne pobudziła ponowna liberalizacja życia społeczno-politycznego, która nastąpiła w wyniku upadku komunizmu w 1989 roku, umożliwiając m.in. działalność partiom chrześcijańskim, domagającym się wzmocnienia pozycji Kościoła katolickiego i zasad chrześcijańskich w życiu publicznym. Z inicjatywy istniejącego w latach 2000–2020 antyklerykalnego tygodnika „Fakty i Mity” oraz istniejącej w latach 2002–2013 Antyklerykalnej Partii Postępu RACJA (później RACJA Polskiej Lewicy) dzień 8 sierpnia obchodzony jest przez polskich antyklerykałów jako Dzień Antyklerykała. Dzień ten został wybrany przez APPR, na pamiątkę powstania tej partii.
Typowo antyklerykalny charakter wśród mediów po 1989 roku ma istniejący od 1990 roku tygodnik „NIE”, działający od 2020 roku tygodnik „Fakty po Mitach” oraz powstały w 2000 roku portal internetowy Racjonalista.pl. Antyklerykalizm jest też bardzo mocno obecny na forach internetowych.
W 2010 roku powstała partia o charakterze antyklerykalnym – Ruch Palikota (w czasie wyborów parlamentarnych w 2011 roku zdobył około 10% głosów i wprowadził do Sejmu VII kadencji 40 posłów), który 6 października 2013 roku przekształcił się w Twój Ruch (zachowując antyklerykalny charakter). Przekształcona partia została jednak rozwiązana w styczniu 2023. W 2018 i 2019 roku część działaczy dawnego Ruchu Palikota i partii Twój Ruch zaangażowało się w budowę partii Wiosna Roberta Biedronia (w wyborach do Parlamentu Europejskiego w 2019 roku zdobyła 6,06% głosów i wprowadziła trzech posłów do Parlamentu Europejskiego; partia w 2021 roku została rozwiązana, decydując się na połączenie z Sojuszem Lewicy Demokratycznej pod nazwą Nowa Lewica), w której programie wyborczym były postulaty o charakterze antyklerykalnym.
Od 2016 roku klerykalizacji Polski sprzeciwia się Polska Laicka, stowarzyszenie powstałe z inicjatywy aktora i działacza społecznego Krzysztofa Pieczyńskiego, dążące do stworzenia warunków dla rozwoju otwartego, tolerancyjnego i nowoczesnego społeczeństwa bez wpływu duchowieństwa na życie obywateli.
Postulaty antyklerykalne pojawiły się na trwających od 22 października 2020 do pierwszej połowy 2021 protestach przeciwko zaostrzeniu przepisów dotyczących aborcji po wyroku Trybunału Konstytucyjnego uznającym, że możliwość aborcji z powodu ciężkiego i nieodwracalnego upośledzenia płodu albo nieuleczalnej choroby zagrażającej jego życiu jest niezgodna z Konstytucją RP.
Jedną z antyklerykalnych partii politycznych działających na terenie III Rzeczypospolitej jest od 2021 Nowa Lewica.